# Carlo Borghesio
Carlo Borghesio (Turim, 24 de junho de 1905 - Turim, 12 de novembro de 1983) foi um cineasta e roteirista italiano. 

## Vida e carreira
Nascido em Turim, Borghesio iniciou sua carreira como diretor assistente na segunda metade da década de 1930, colaborando principalmente com Alessandro Blasetti e Mario Mattoli. Depois de colaborar com vários roteiros, estreou como diretor em 1939, co-dirigindo com Mario Soldati o filme de comédia Due milioni per un sorriso. Borghesio é mais conhecido por sua associação com Erminio Macario, ele dirigiu uma série de comédias aclamadas pela crítica entre a década de 1940 e o início da década de 1950.

## Filmografia selecionada
- Dois milhões por um sorriso (1939)
- O pecado de Rogelia Sanchez (1940)
- O Campeão (1943)
- Dois Corações (1943)
- Como eu perdi a guerra (1947)
- L'eroe della strada (1948)
- Como eu descobri a América (1949)
- Capitão Demonio (1950)
- Napoleão (1951)
- Monello della strada (1951)
- Gli Angeli del quartiere (1952)
- A corda de aço (1953)
- Os Dois Amigos (1955)